# Aubach (Sendelbach)
Der Aubach ist ein Bach in Oberfranken in den Flusssystemen von Mistel und  Rotem Main, der in Bayreuth von links und Süden in den Sendelbach mündet.

## Name
Der Aubach darf nicht mit dem Oberlauf des Tappert verwechselt werden, der von seinem Quellgebiet bis Thiergarten in den anliegenden Orten ebenfalls Aubach genannt wird.
Auf einer Karte aus dem 19. Jahrhundert ist der Aubach als „Aubächel“ bezeichnet.

## Geographie

### Verlauf

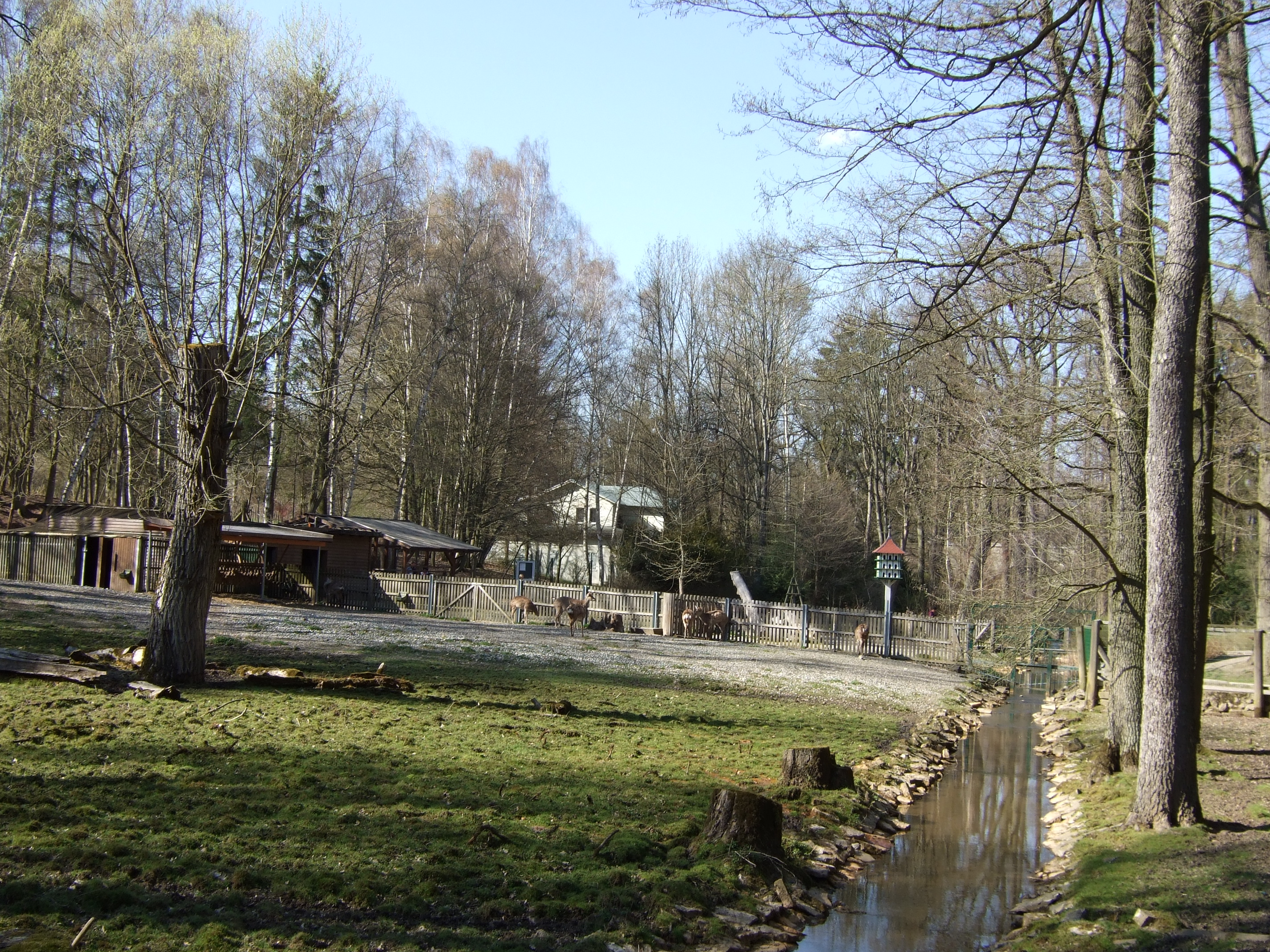
Aubach im Tierpark Röhrensee

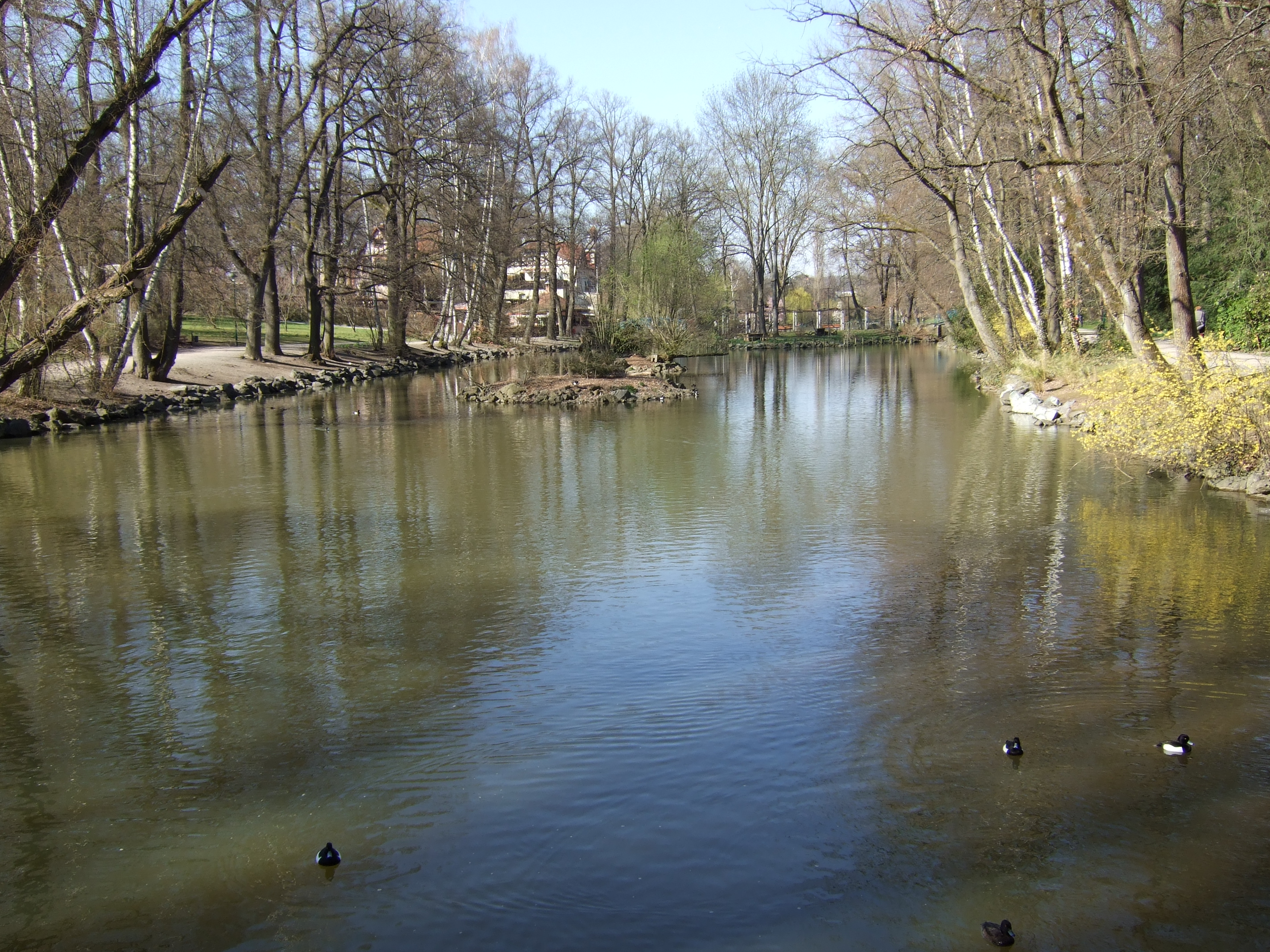
Südlicher Teil des Röhrensees (ehemaliger Cunoweiher)

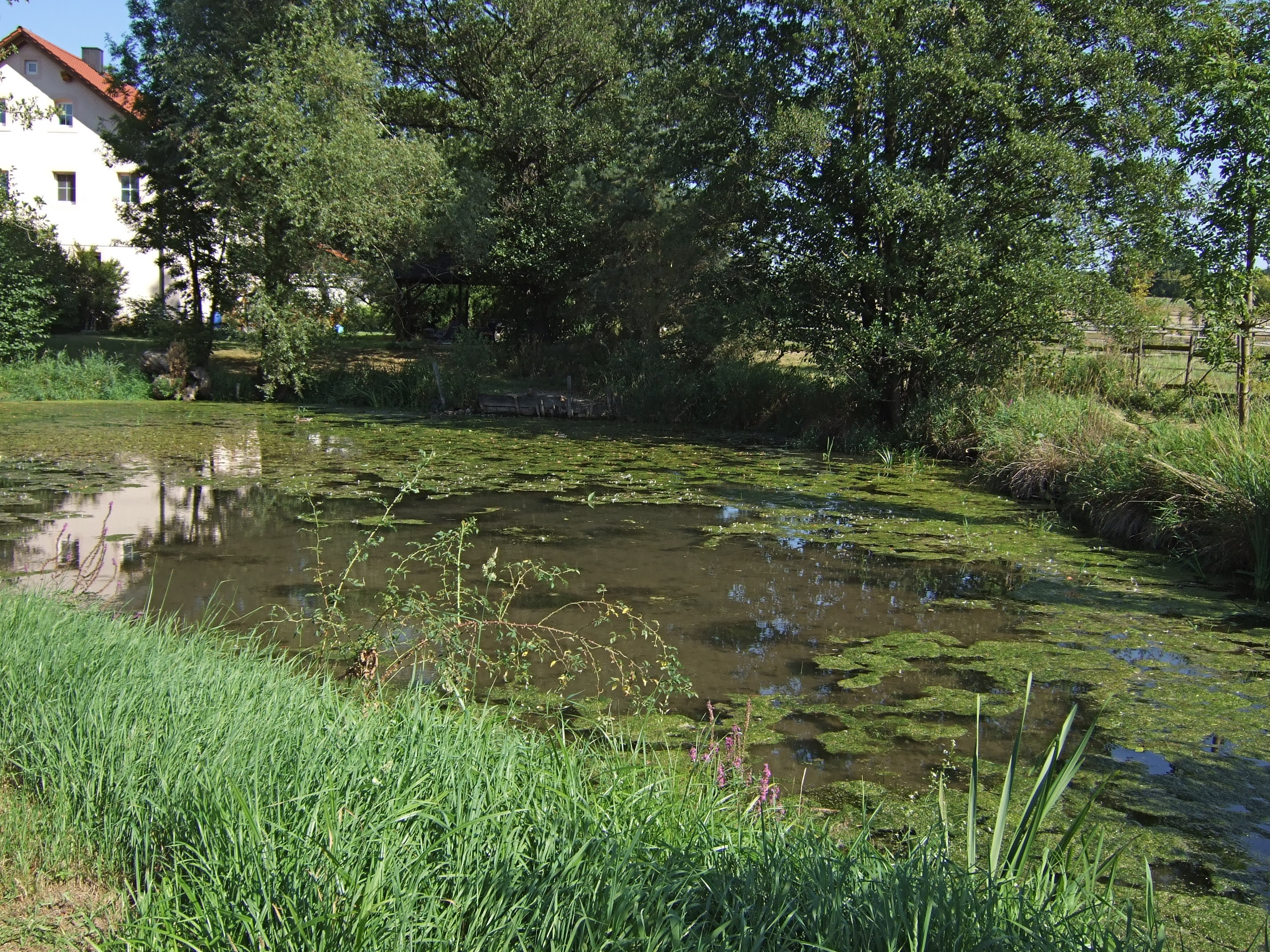
Weiher in Karolinenreuth

Der Aubach entspringt unweit von Rödensdorf knapp südlich der Stadtgrenze von Bayreuth am Nordostfuß des Sophienbergs auf etwa 495 m ü. NN. Er fließt zunächst in nordöstlicher Richtung und erreicht schon kurz unterhalb der Quelle das heutige Stadtgebiet. Die Bebauung des Stadtteils Destuben meidet die Tallage wegen der Hochwassergefahr im Frühjahr, im Sommer führt der Bach dort aber nur spärlich Wasser. Östlich von Destuben wurde 2017 zum nahen Tappert ein Überleiter angelegt. Im Fall eines Hochwassers kann über ihn Wasser zu dessen Rückhaltebecken bei Oberkonnersreuth abfließen.
In Karolinenreuth erhält der Aubach aus einem künstlichen Weiher im Sommer mehr Wasser als er selbst führt. Beim Stadtteil Hohlmühle wendet er sich in Richtung Nordwesten, auch dort kommt Wasser aus einem Weiherabfluss. Das anschließende Gelände des ehemaligen Exerzierplatzes südlich der gleichnamigen Kleingartenanlage unterquerte er früher weitgehend in einem geschlossenen Kanal. Von den Straßenunterführungen abgesehen ist dieser wieder geöffnet und der Bachlauf in diesem Bereich renaturiert. Die beiden aus Sandstein gemauerten Kanalöffnungen südlich der Universitätsstraße und später westlich der Straße Schwedenbrücke blieben aber erhalten. Der Bach verläuft dort zunächst auf einem kurzen Stück von Süd nach Nord im Ökologisch-Botanischen Garten und mündet in ein Rückstaubecken. Aus diesem fließt er nach Nordwesten ab, verlässt das umzäunte Areal und läuft längs des Kleingartengeländes Exerzierplatz am rechten Ufer durch eine Wiese. Dort befand sich einst der markgräfliche Neue Weiher, dessen Damm, über den heute die Straße Schwedenbrücke verläuft, 1457 geschüttet wurde. Dieser Damm riss im Laufe der Jahrhunderte mehrere Male, was bachabwärts – vor allem im Stadtteil Moritzhöfen – schwere Schäden verursachte. 1811 wurde der Weiher zum öffentlichen Verkauf ausgeschrieben, in der Folge trockengelegt und urbar gemacht.
Hinter der Kanalmündung westlich des alten Damms durchquert er in einem befestigten Bett Gärten der Kleingartenanlage Schwedenbrücke, danach speist er mit einem Abzweig einen weiteren Teich. An der Einmündung des von Süden her zulaufenden Finsterweihergrabens (auch als Finsterer Weihergraben bezeichnet) schwenkt er nach Norden und fließt im Röhrenseepark durch das C’est-bon-Tal in den Röhrensee. Dieser vom Aubach gespeiste, etwa 12⁄3 ha große Stausee ist das größte stehende Gewässer der Stadt. Der Röhrenweiher, einer seiner beiden Vorläufer, ist schon im Jahr 1611 als Lager für hölzerne Wasserrohre („Deichel“) nachweisbar. Heute ist der See mit seinem umgebenden Park, einer Kahnvermietung, frei zugänglichen Tiergehegen, einem Biergarten und einer großen „generationenübergreifenden Spielanlage“ ein beliebtes Naherholungsgebiet.
Am Nordende verläuft er über ein Wehr aus dem Röhrensee und fließt zunächst gut 300 Meter offen und von einer Baumgalerie begleitet nordostwärts. Kurz vor dem Wittelsbacherring verschwindet er in einem unterirdischen Zulaufstutzen und mündet darin weniger als 100 Meter weiter auf der anderen Seite der Straße von links in den Sendelbach, der dort seit dem Bau des Wittelsbacherrings in einem geschlossenen Kanal verläuft.

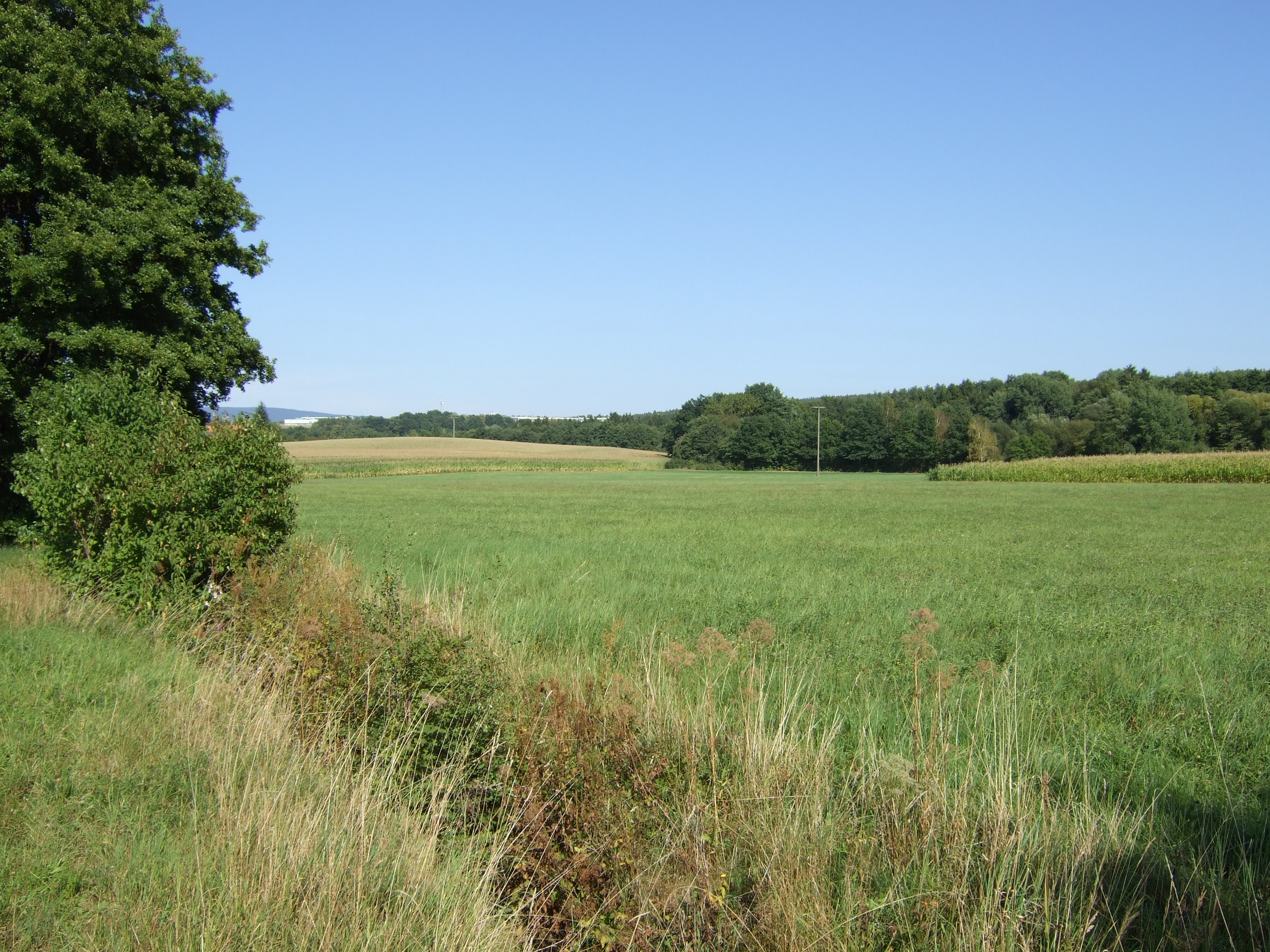
Aubach bei Destuben – im Wald im Hintergrund verläuft der Tappert
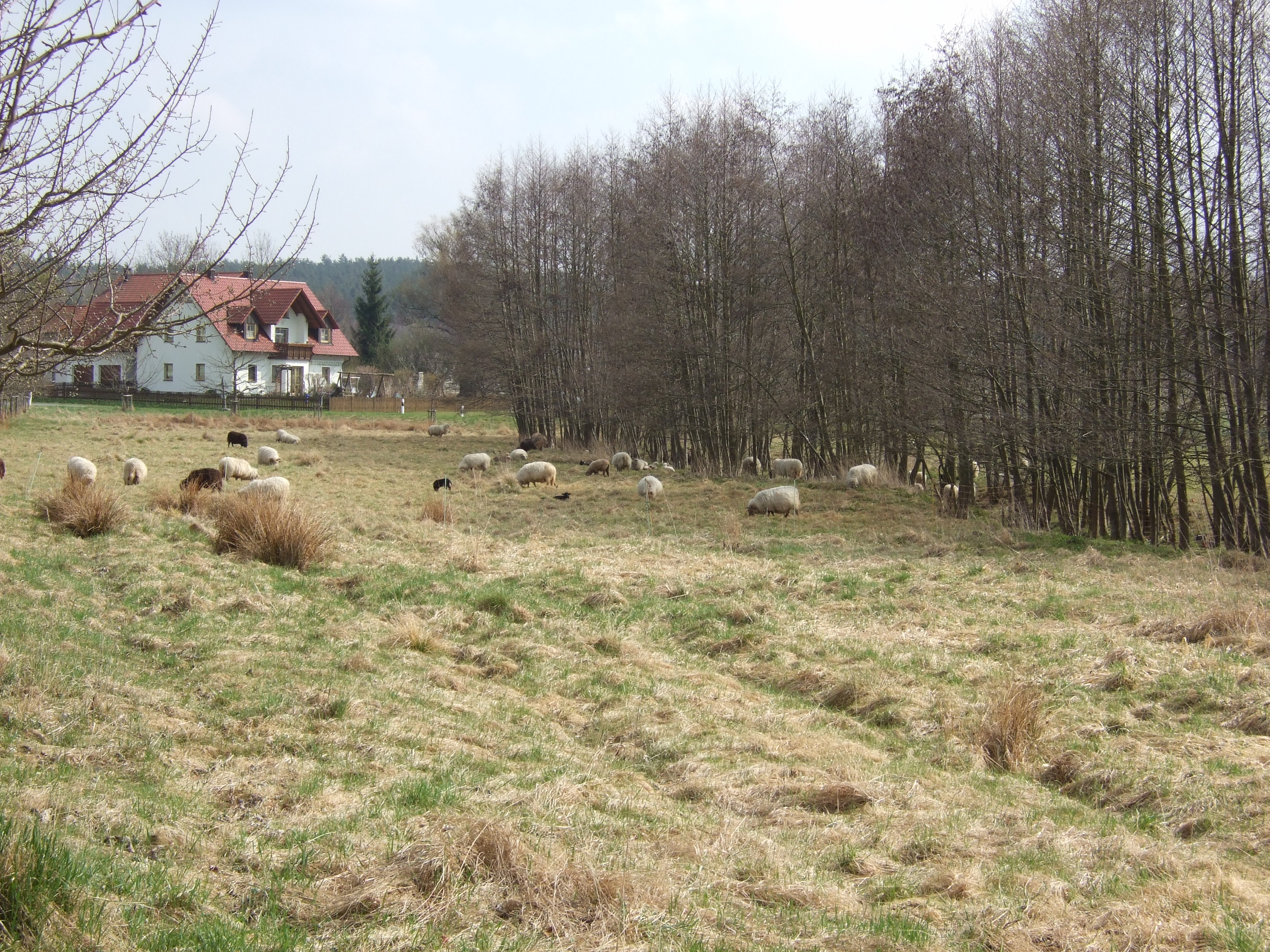
Aubachsenke bei Karolinenreuth
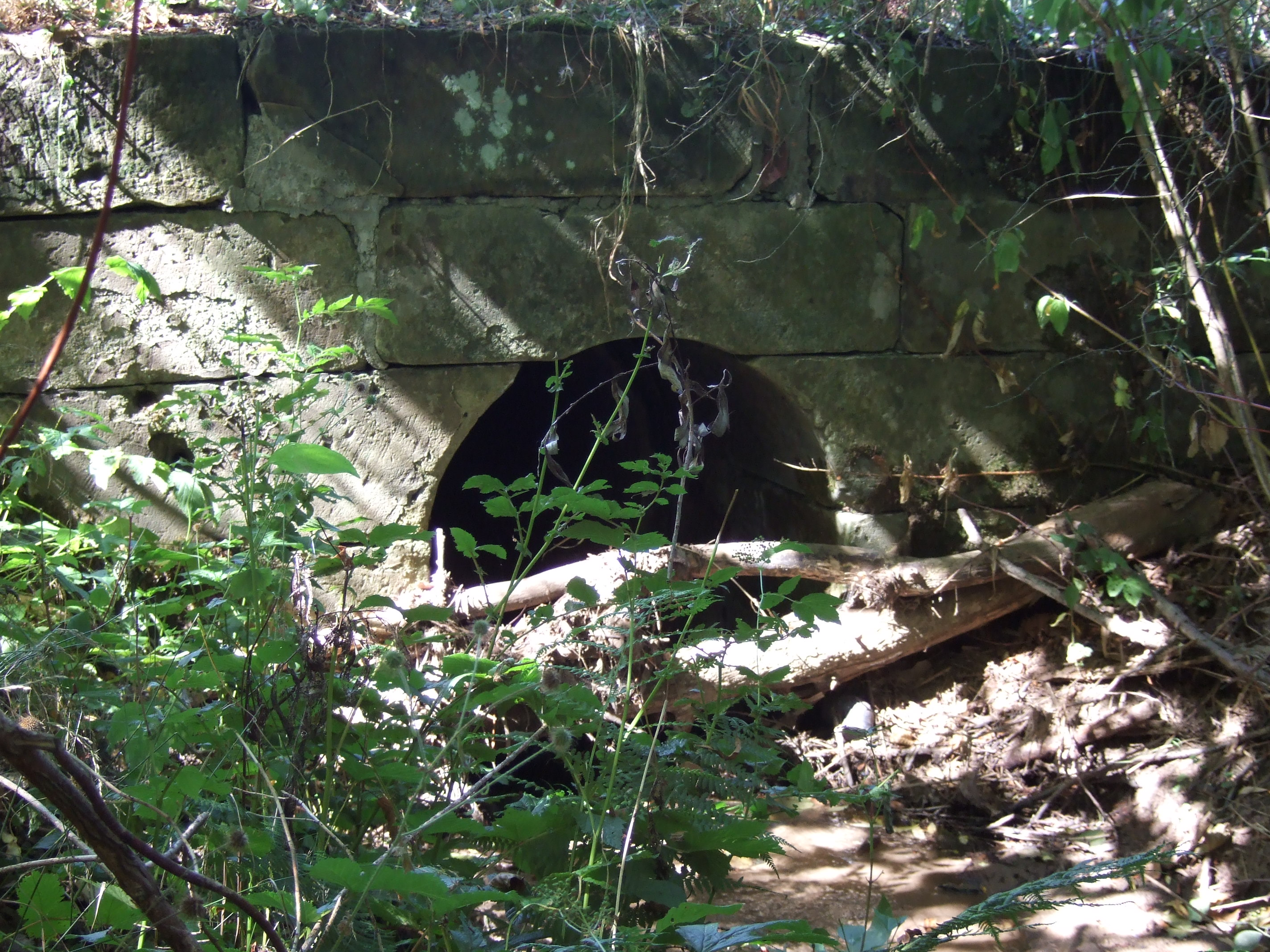
Beginn der Aubachröhre an der Universitätsstraße
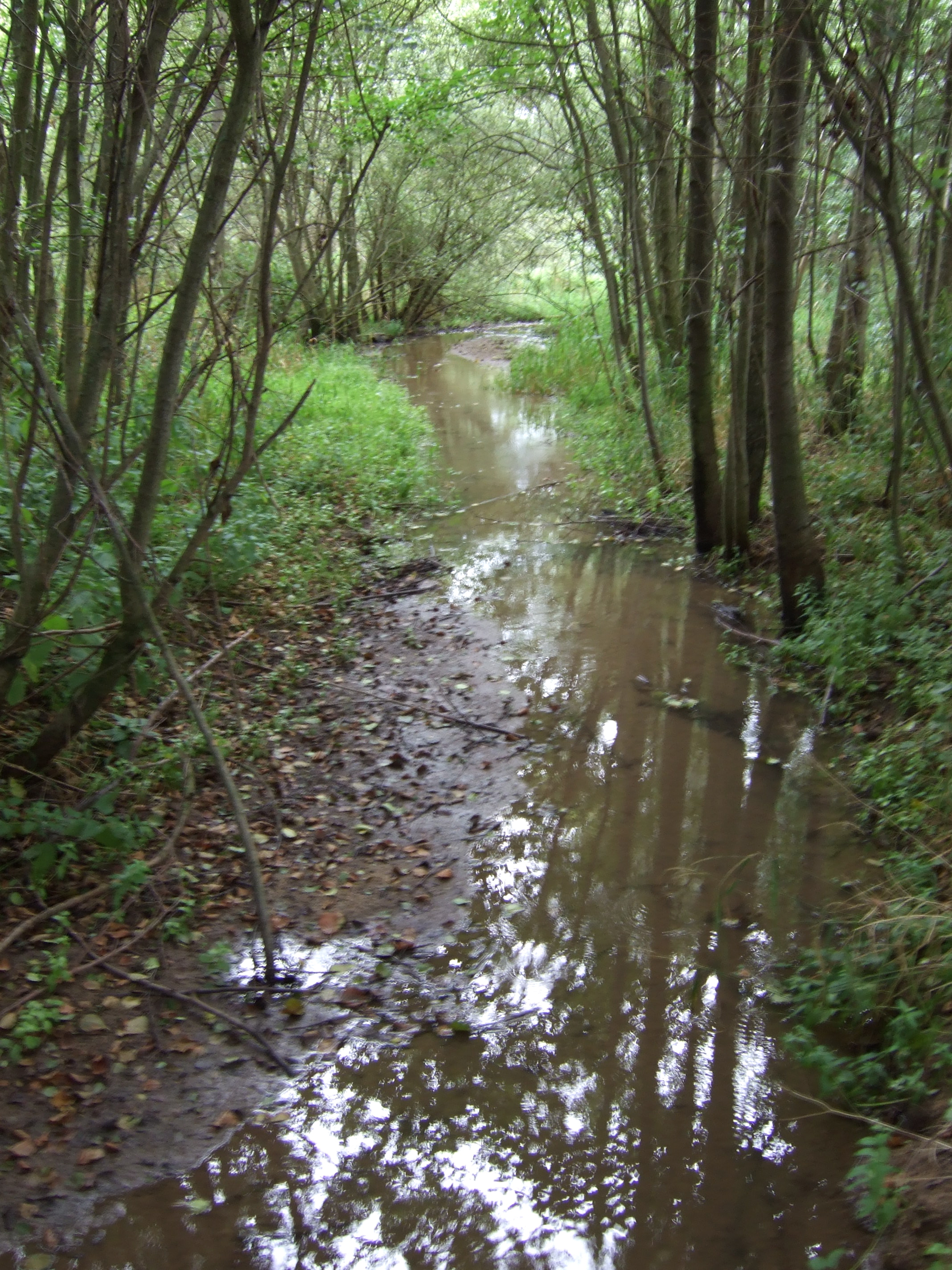
Renaturierter (ehemals verrohrter) Lauf im Ökologisch-Botanischen Garten
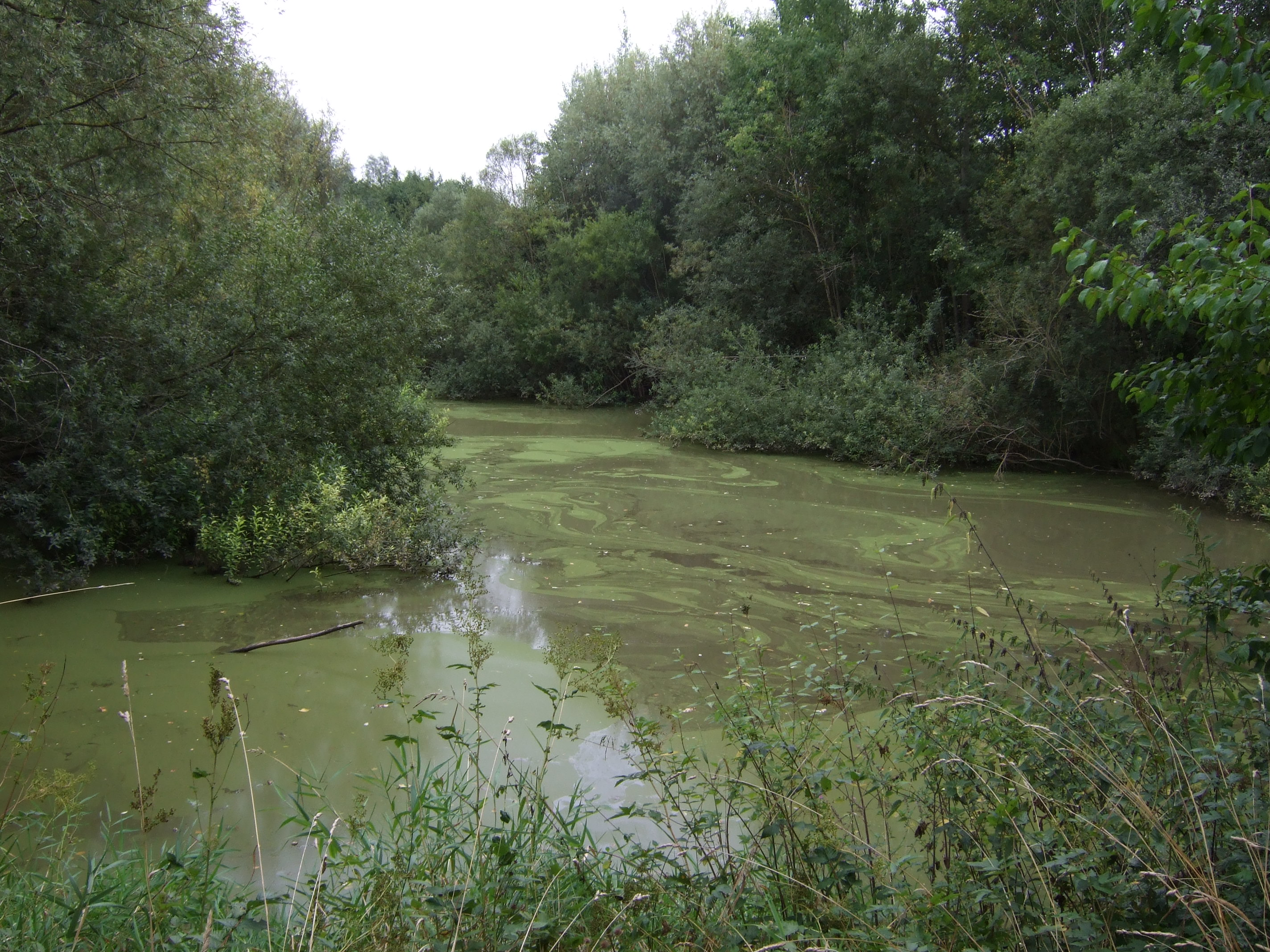
Rückstaubecken im Ökologisch-Botanischen Garten
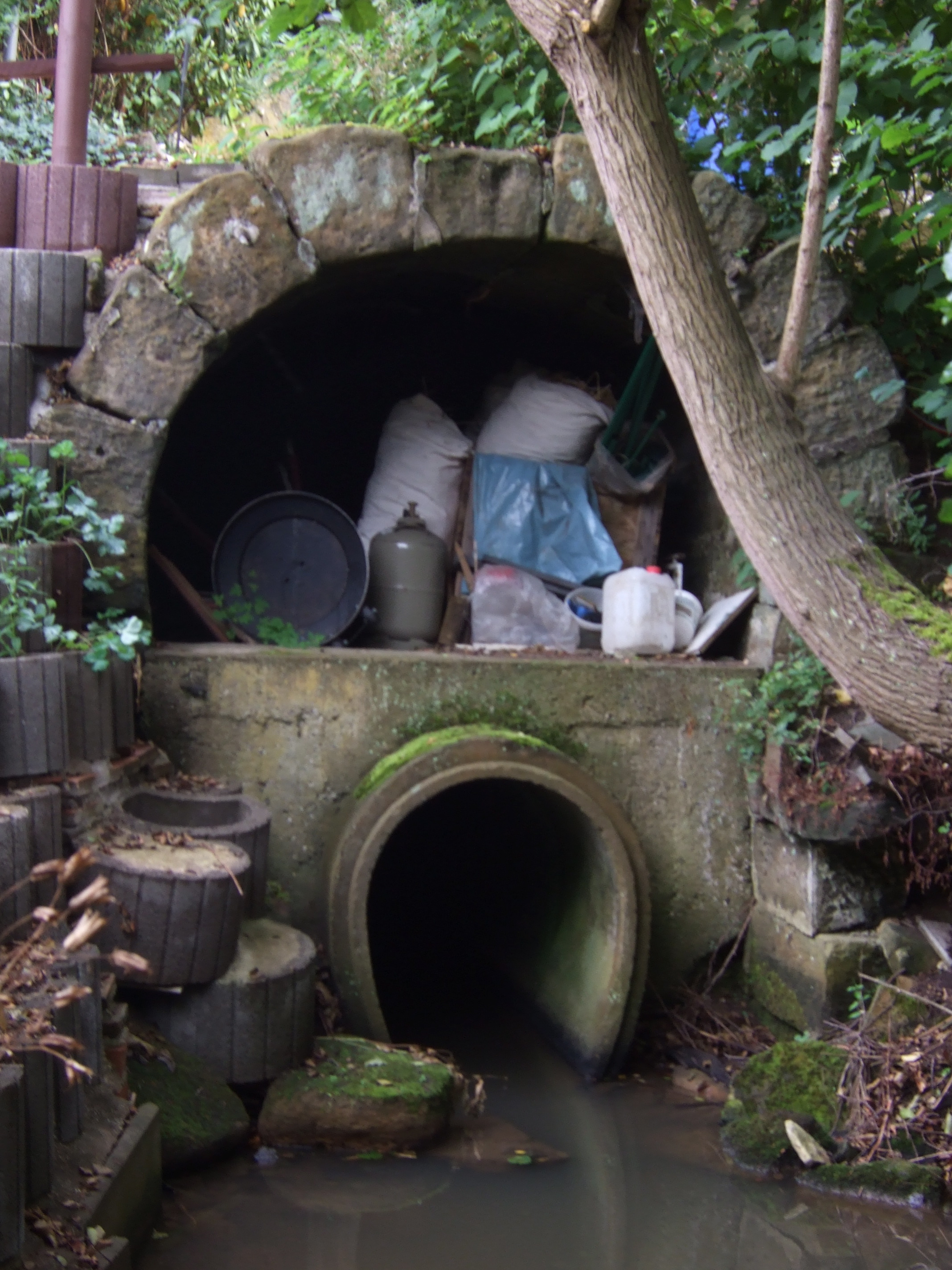
Alte Kanalmündung an der Schwedenbrücke
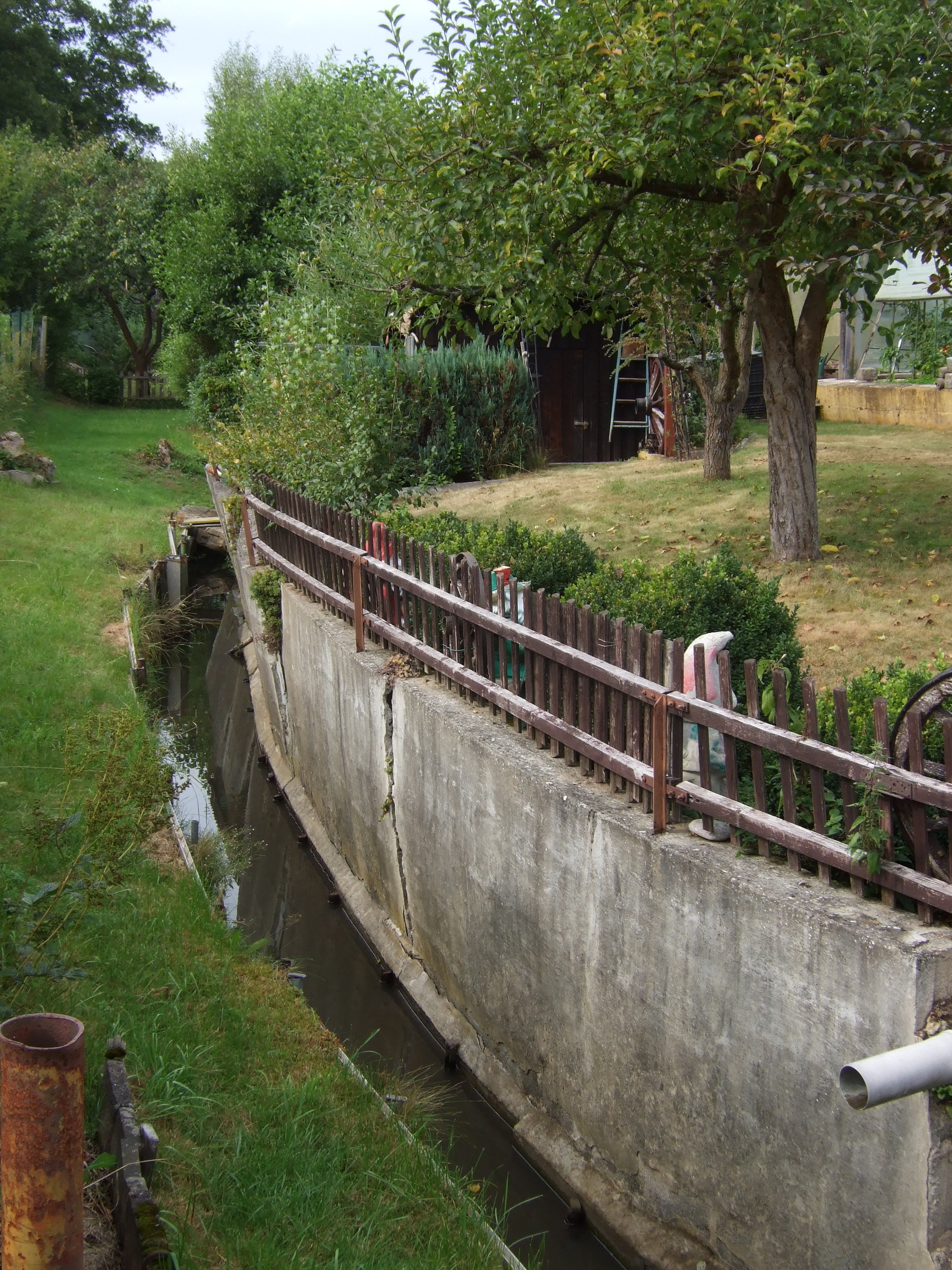
Betonierter Lauf in der Kleingartenanlage Schwedenbrücke
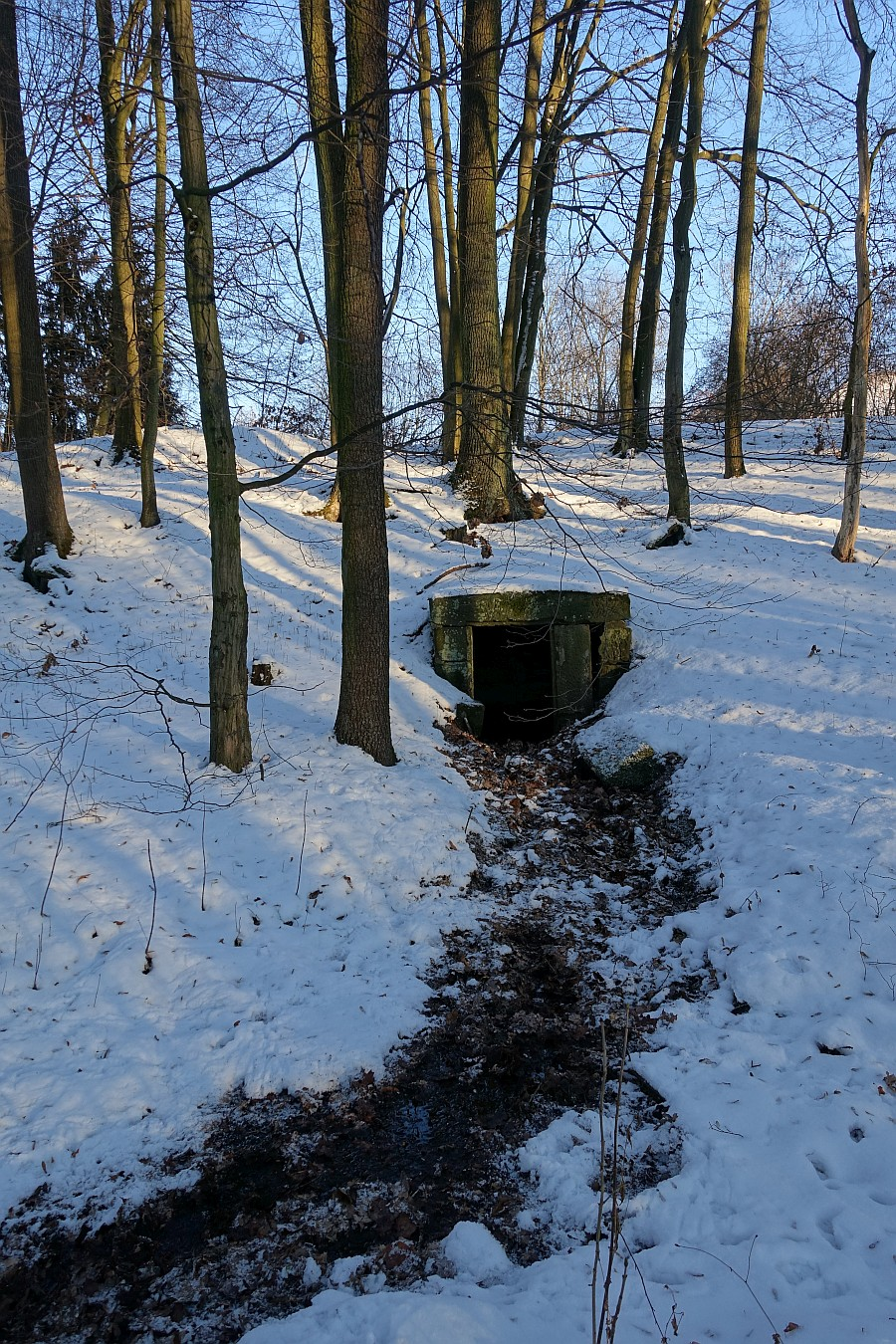
Zufluss vom Oberen Quellhof am Hang des C’est-bon-Tals
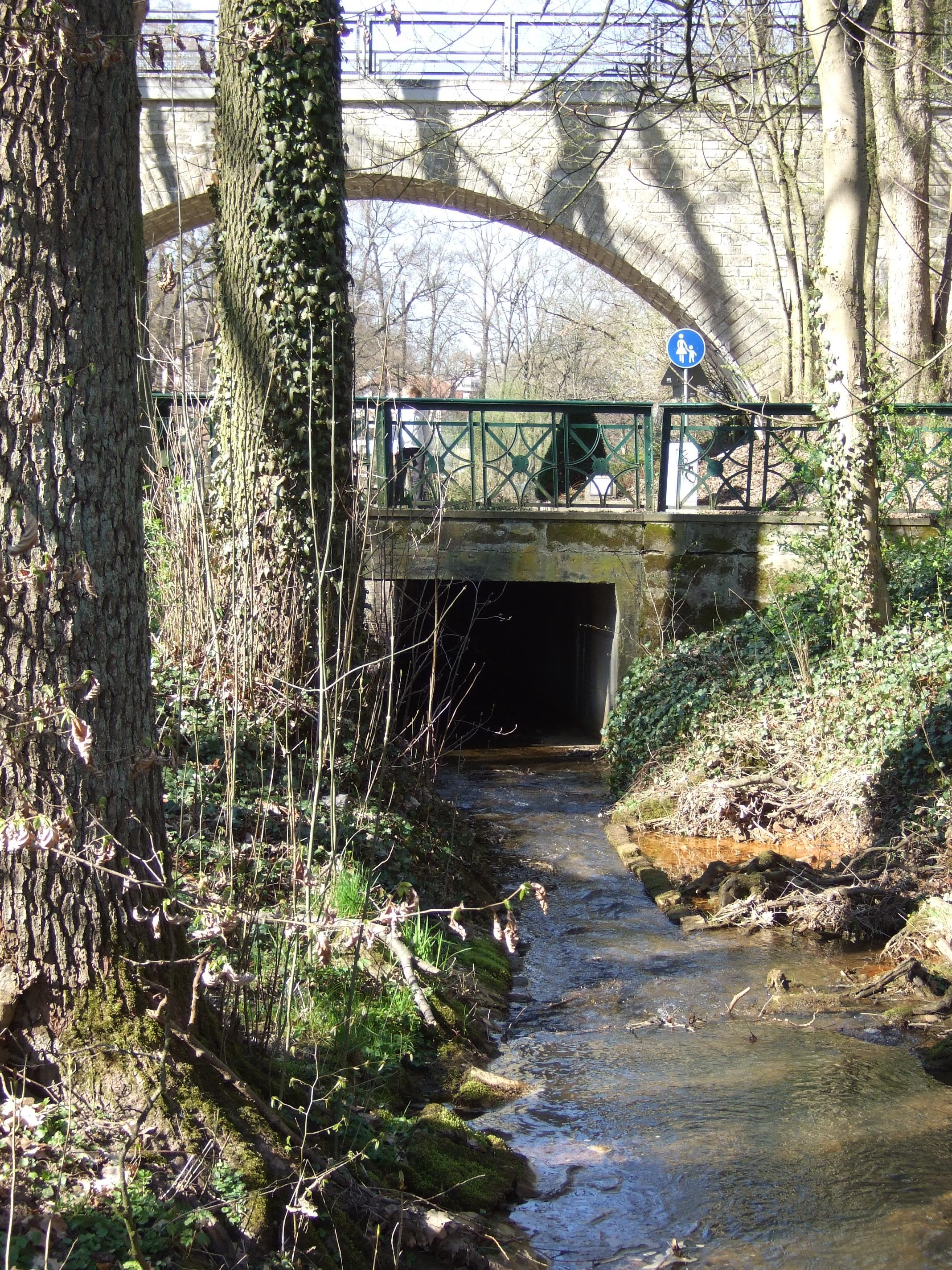
Straßen- und ehemalige Eisenbahnbrücke im Röhrenseepark
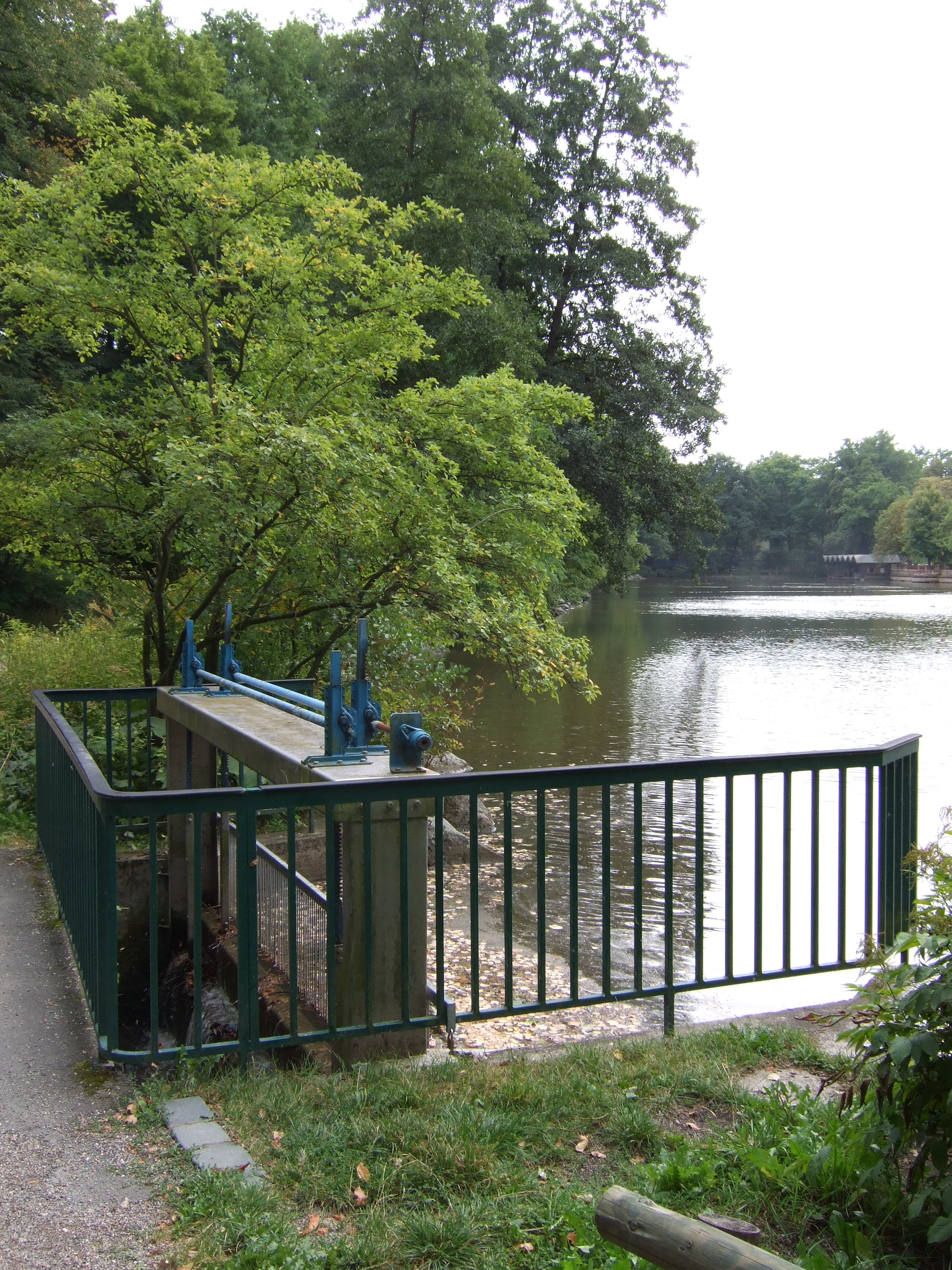
Wehr am Ablauf des Röhrensees
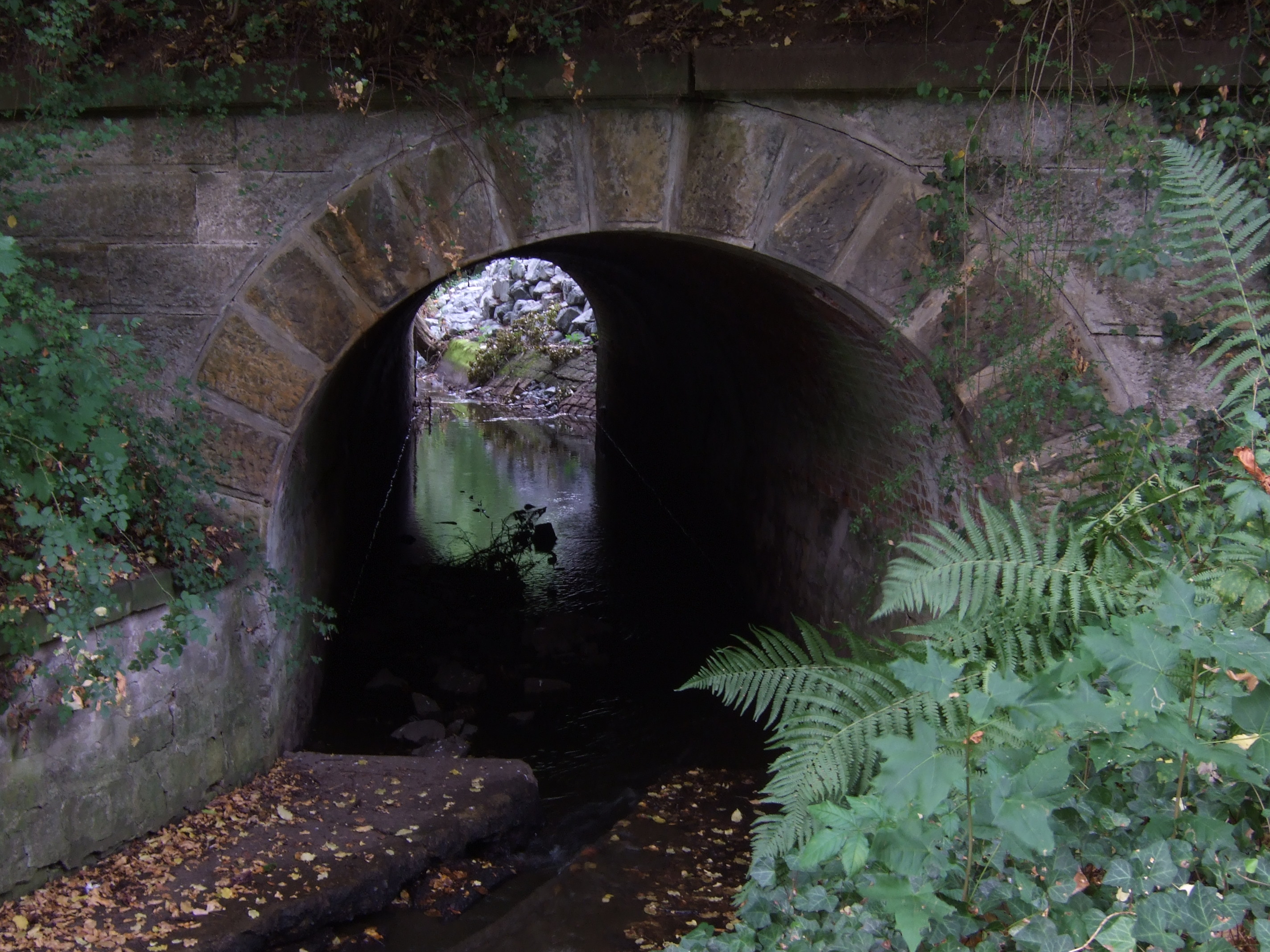
Durchlass unter der Hegelstraße
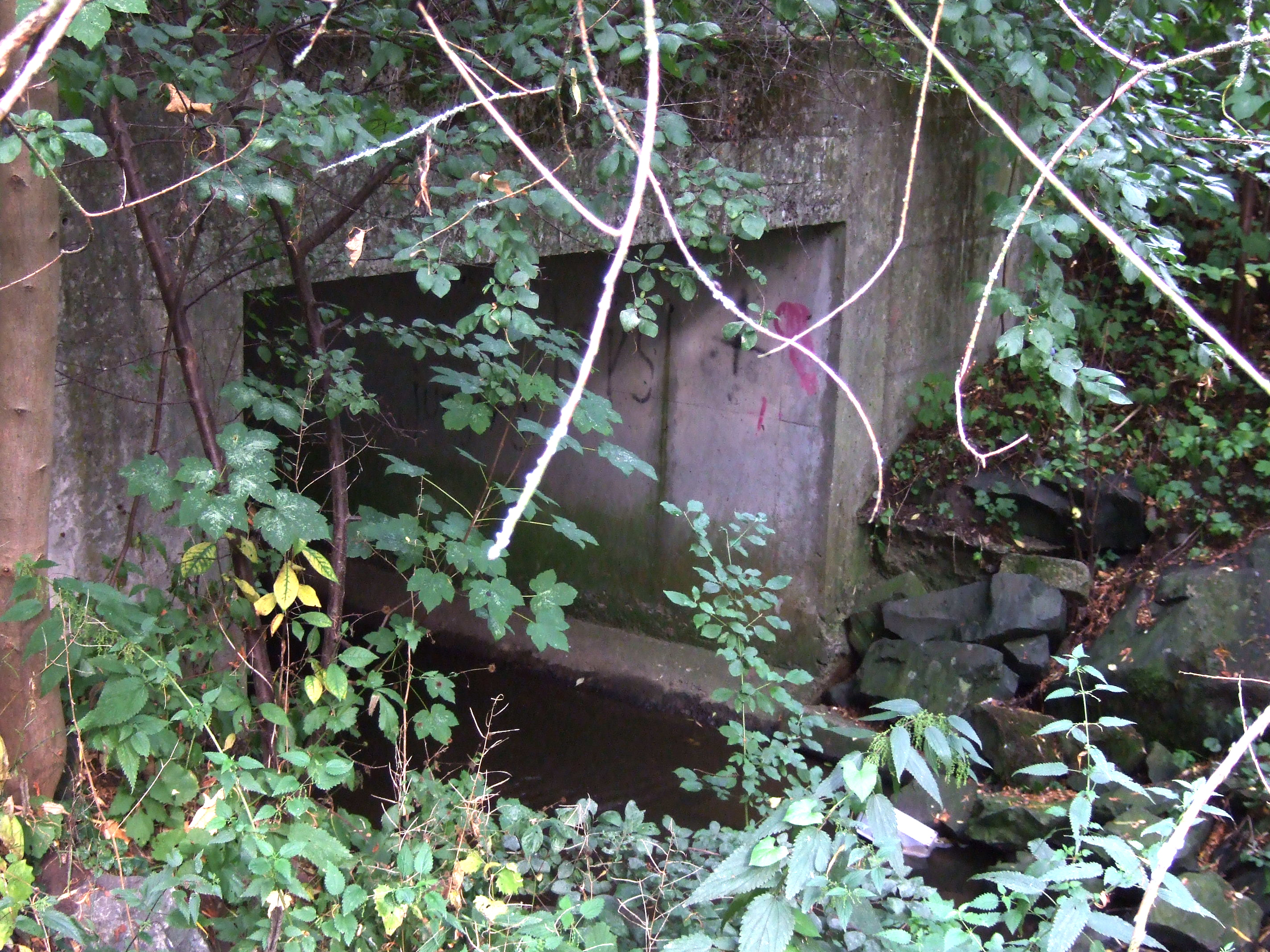
Aubachende am Wittelsbacherring

### Einzugsgebiet
Das Einzugsgebiet des Aubachs ist etwa 8,8 km² groß. Seine Südspitze mit dem etwas über 590 m ü. NHN erreichenden höchsten Punkt liegt auf dem Sophienberg, seine Nordspitze fast 6 km davon entfernt an der Mündung in Bayreuth; dazwischen weitet es sich drachenförmig zu einer Breite von etwa 3 km auf.
Ein kleiner Bereich um die Südspitze liegt gerade noch im Schwarzjura, nach einer schmalen Übergangszone im Feuerletten (Trossingen-Formation), die dicht an der südwestlichen Wasserscheide verläuft, liegt der weit überwiegende Teil des Einzugsgebietes im Sandsteinkeuper. Entlang der Lias-Keuper-Grenze zeiht sich eine Störung entlang.

### Flusssystem Mistel
- Fließgewässer im Flusssystem Mistel – umfassendes Flusssystem

## Trockenfall
Im Sommer 2019 führten einige Abschnitte des Aubachs aufgrund der anhaltenden Trockenheit kein Wasser mehr.